# Gábor Novák
Gábor Novák (* 14. August 1934 in Budapest; † 5. August 2021) war ein ungarischer Kanute.

## Erfolge
Gábor Novák, der für den Budapesti Építők SC aktiv war, nahm im Einer-Canadier an den Olympischen Spielen 1952 in Helsinki teil. Er ging dabei auf der Marathon-Strecke über 10.000 Meter an den Start, auf der er insgesamt neun Konkurrenten hatte. Im Rennverlauf führte der Tschechoslowake Alfréd Jindra das Feld lange an, konnte auf dem letzten Teilstück jedoch nicht mehr das Tempo halten und musste sowohl den US-Amerikaner Frank Havens als auch Gábor Novák vorbeiziehen lassen. Havens wurde daraufhin nach 57:41,1 Minuten Olympiasieger, 8,1 Sekunden später gefolgt von Novák, der den zweiten Platz belegte. Jindra sicherte sich weitere 3,9 Sekunden später den dritten Rang und somit die Bronzemedaille. Der Vorsprung der drei Medaillengewinner auf den vierten Platz betrug über 1:30 Minuten.
Ein weiterer großer Karriereerfolg gelang Novák fünf Jahre später bei den Europameisterschaften in Gent. Bei diesen gewann er im Einer-Canadier auf der 1000-Meter-Distanz den Europameistertitel.